# Pierre Viette
Pierre Edmond Leon Viette (* 29. Juni 1921; † 30. April 2011) war ein französischer Entomologe.
Er besuchte während der deutschen Besetzung Frankreichs im Zweiten Weltkrieg die Universität Dijon und verbrachte seine ganze Laufbahn am Muséum national d’histoire naturelle in Paris. Er spezialisierte sich auf die Systematik der Insekten, vor allem auf die von Schmetterlingen. Er veröffentlichte über 400 wissenschaftliche Artikel.
1978 wurde ihm die Karl-Jordan-Medaille verliehen.

## Veröffentlichungen (Auswahl)
- Die Nachtfalter Europas und Nordafrikas. Ein Taschenbuch für Biologen und Naturfreunde (zusammen mit Pierre Claude Rougeot, übersetzt und herausgegeben von R. Ulrich Roesler)